# Chinese Chess League
Chinese Chess League (chiń. 中国国际象棋联赛) – drużynowe rozgrywki szachowe w Chinach, organizowane przez Chinese Chess Association. Zwycięzca ligi zostaje mistrzem kraju.

## Charakterystyka
Liga została zainaugurowana w 2005 roku. Odbywa się na zasadzie rozgrywek każdy z każdym w pięcioosobowych drużynach. Każdy zespół musi wystawić dwie kobiety. Jedna partia w meczu odbywa się tempem szachów szybkich.

## Medaliści
| Sezon | 1. miejsce                    | 2. miejsce                    | 3. miejsce                    | Źródło |
| ----- | ----------------------------- | ----------------------------- | ----------------------------- | ------ |
| 2005  | Beijing Patriots              | Hebei Tianwei School          | Shanghai Jian Qiao University | [ 2 ]  |
| 2006  | Beijing Patriots              | Shandong Torch Real Estate    | Chongqing Mobile              | [ 3 ]  |
| 2007  | Shandong Torch Real Estate    | Beijing Patriots              | Shanghai Guan Sheng Yuan Intl | [ 4 ]  |
| 2008  | Shanghai Jian Qiao University | Beijing Patriots              | Hebei Steel Circle            | [ 5 ]  |
| 2009  | Shanghai Jian Qiao University | Shandong Linglong Tyre        | Beijing Patriots              | [ 6 ]  |
| 2010  | Shandong Linglong Tyre        | Beijing Patriots              | Zhejiang International Chess  | [ 7 ]  |
| 2011  | Beijing Patriots              | Shanghai Jian Qiao University | Qingdao School                | [ 8 ]  |
| 2012  | Shanghai Jian Qiao University | Beijing Patriots              | Jiangsu Taizhou               | [ 9 ]  |
| 2013  | Tianjin Nankai University     | Beijing North Olympic         | Shanghai Jian Qiao University | [ 10 ] |
| 2014  | Jiangsu Green Sheep Springs   | Tianjin Nankai University     | Chongqing                     | [ 11 ] |
| 2015  | Beijing North Olympic         | Chongqing                     | Tianjin Chunhua               | [ 12 ] |
| 2016  | Shanghai Jian Qiao University | Beijing Beiao                 | Shandong Jingzhi Wine         | [ 13 ] |
| 2017  | Shanghai Mobile China         | Chongqing Sports Lottery      | Beijing Beiao                 | [ 14 ] |
| 2018  | Shanghai Mobile China         | Chongqing Sports Lottery      | Shandong Jingzhi Wine         | [ 15 ] |
| 2019  | Shanghai Mobile China         | Chongqing Sports Lottery      | Guangdong Shenzhen Longgang   | [ 16 ] |
| 2022  | Chongqing Ticai               | Hangzhou Bank                 | Beijing                       | [ 17 ] |
| 2023  | Shenzhen Pengcheng            | Hangzhou Bank                 | Chongqing Sports Lottery      | [ 18 ] |
| 2024  | Chongqing Ticai               | Beijing                       | Hangzhou                      | [ 19 ] |